# آنری بک
آنری بک (به فرانسوی: Henry Becque) نمایش‌نامه نویس قرن نوزدهم میلادی اهل فرانسه است.